# Mosquée Ibn Sina
La mosquée Ibn Sina, ou la mosquée Avicenne, est une mosquée située à Montpellier, en France, dans le quartier du Petit Bard. Située dans le sud de la France, la mosquée Ibn Sina est gérée et dirigée par un groupe de ressortissants algériens de l'association pour la connaissance de la culture arabe.

## Description
La mosquée Ibn Sina est la plus grande mosquée de Montpellier, avec une capacité de 2 000 personnes. Elle peut être agrandie à 3 000 personnes grâce à sa cour extérieure. La mosquée attire un mélange de croyants musulmans, allant des plus traditionnels aux plus radicaux. La gestion, depuis son ouverture il y a plus de 20 ans, est entre les mains d'un duo de père et fils qui ont été les présidents successifs. Un bail signé entre le maire, Hélène Mandroux, et les dirigeants de la mosquée en 2013 était d'une durée de 50 ans,.
La mosquée Ibn Sina organise des prières cinq fois par jour en plus des sermons du vendredi. L'imam de la mosquée est Ahmed Keddari. La langue officielle de la mosquée est l'arabe standard moderne, également connu sous le nom de fusha, et malgré son emplacement, aucun sermon n'est prononcé en français. Il y a une salle séparée pour les femmes dans la mosquée et des cours d'arabe sont organisés par le personnel enseignant.